# フランコ・バルマミオン

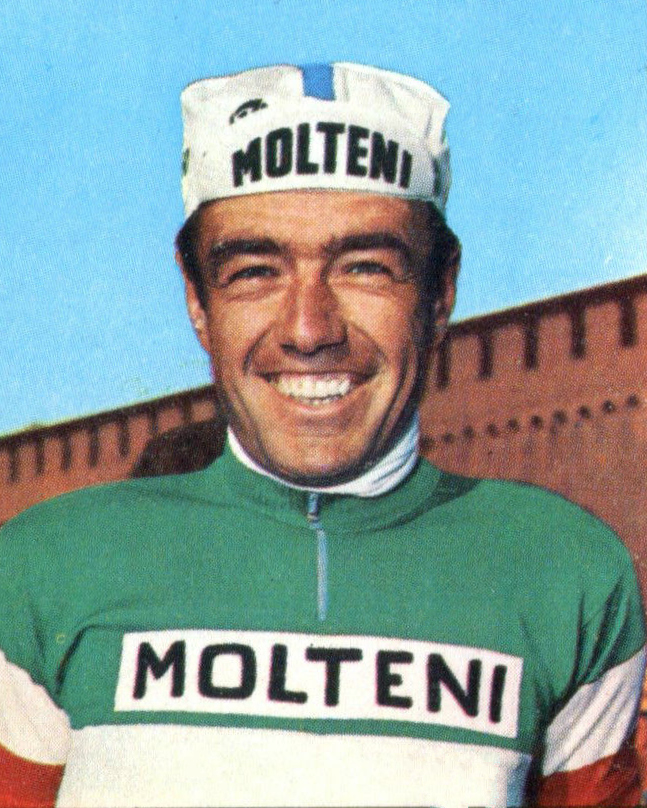
フランコ・バルマミオン

フランコ・バルマミオン（Franco Balmamion、1940年1月11日 - ）は、イタリア、ノーレ出身の元自転車競技（ロードレース）選手。

## 経歴
1960年から1972年までプロ選手として活動。ジロ・デ・イタリアを1962年、1963年と連覇した。
この他の主な優勝歴として、1962年のミラノ〜トリノ及びジロ・デッラッペンニーノ、1963年のチューリッヒ選手権、1967年のジロ・ディ・トスカーナ（国内選手権・ロードレースを兼ねた大会）などがある。

## グランツール戦績

### ジロ・デ・イタリア
- 1961 : 20位
- 1962 : 優勝
- 1963 : 優勝
- 1964 : 8位
- 1965 : 5位
- 1966 : 6位
- 1967 : 2位
- 1968 : 7位
- 1969 : 途中棄権
- 1970 : 12位
- 1971 : 途中棄権
- 1972 : 38位

### ツール・ド・フランス
- 1963 : 途中棄権
- 1967 : 3位
- 1969 : 39位
- 1970 : 12位
- 1971 : 途中棄権